# Степовое (Белоцерковский район)
Степово́е (укр. Степове́) — село, входит в Белоцерковский район Киевской области Украины.
Население по переписи 2001 года составляло 808 человек. Почтовый индекс — 09844. Телефонный код — 4560. Занимает площадь 4,605 км². Код КОАТУУ — 3224687001.

## Местный совет
09844, Київська обл., Тетіївський р-н, с. Степове